# Marco 2

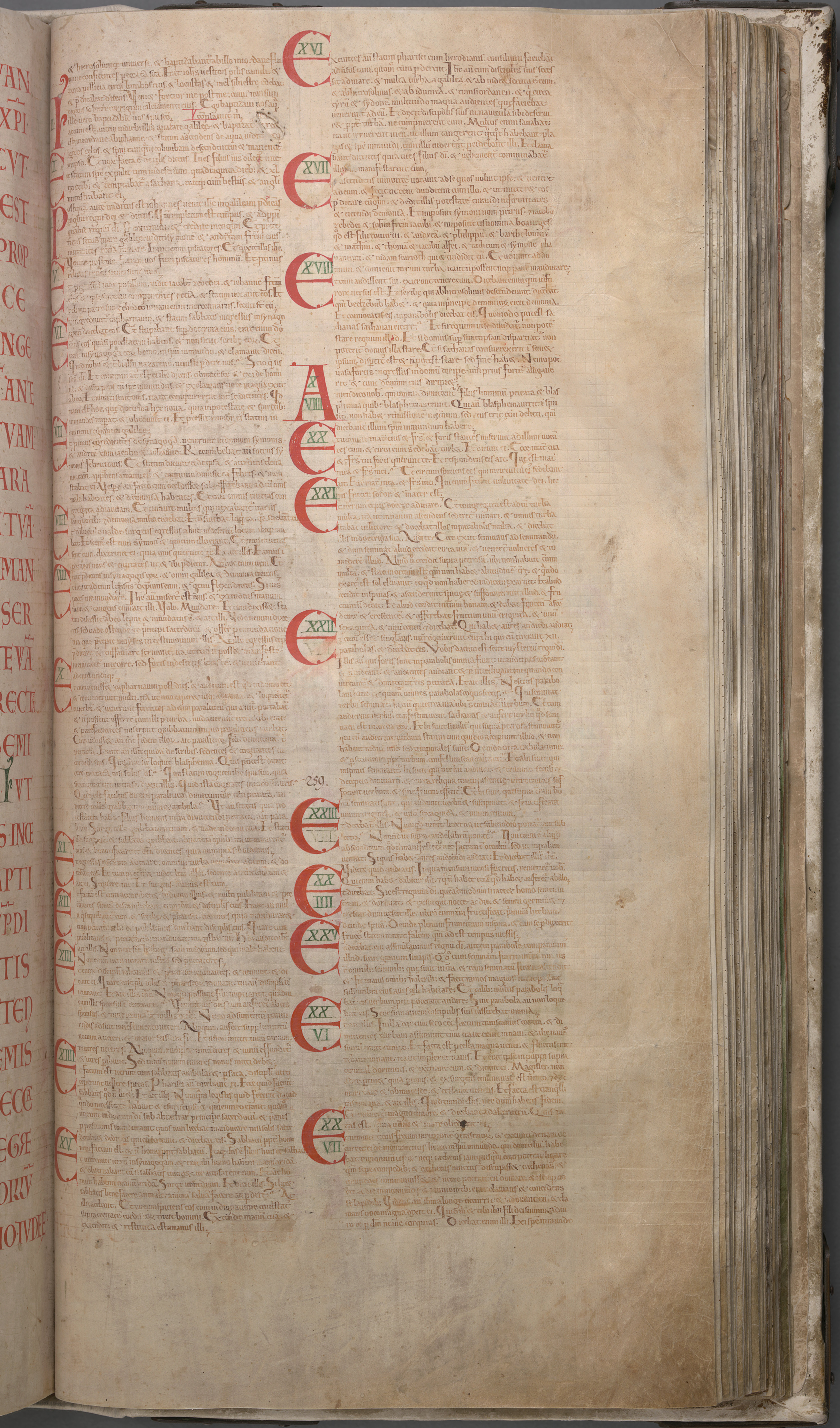
Marco 1,5;5,8 (latino) nel Codex Gigas (XIII secolo)

Marco 2 è il secondo capitolo del vangelo secondo Marco nel Nuovo Testamento. In questo capitolo vengono presentate le prime argomentazioni tra Gesù e i capi religiosi degli ebrei. Gesù guarisce un paralitico e ne perdona i peccati, incontra l'esattore delle tasse Levi e lo unisce ai suoi discepoli, e disquisisce sulla necessità del digiuno e sul sabato.

## Testo
Il testo originale venne scritto in greco antico. Questo capitolo è diviso in 28 versi.

### Testimonianze scritte
Tra le principali testimonianze documentali di questo capitolo vi sono:
- Codex Vaticanus (325-350)
- Codex Sinaiticus (330-360)
- Codex Bezae (~400)
- Codex Alexandrinus (400-440)
- Codex Ephraemi Rescriptus (~450)

## Gesù guarisce un paralitico
Gesù fa ritorno a Cafarnao dopo un periodo di assenza (Marco 1,35-45). Quattro uomini gli portano un paralitico perché egli veda Gesù, ma non possono oltrepassare la folla. Quello di Marco è l'unico vangelo canonico a specificare che quattro erano le persone a portare il paralizzato. Nel vangelo non viene detto chi sono questi uomini, ma semplicemente che essi avevano fede in Gesù. Dal momento che Marco ha indicato sinora quattro discepoli, alcuni studiosi hanno pensato che Marco volesse indicare proprio loro, ma non vi sono prove per questo fatto.
A questo punto decidono di creare un buco nel tetto di una casa (ἀπεστέγασαν τὴν στέγην, apestegasan tēn stegēn, "scoprirono il tetto") e calarono l'uomo dall'alto così che potesse vedere Gesù. Kilgallen ha suggerito come la traduzione corretta sarebbe "scavare" e questo suggerirebbe che si tratti di una povera casa, col tetto di foglie, fango e stoppie. Probabilmente esso aveva anche dei legni di sostegno della struttura. Questo era del resto il tipo di casa ordinario in Palestina a quel tempo. Gesù è impressionato da questo sforzo, lodando la fede di tutti e dicendo al paralitico che i suoi peccati gli sono perdonati. Gesù chiama l'uomo "figlio", un termine affettuoso.
Alcuni insegnanti della legge di Mosè (appartenenti alla setta dei farisei) sono disturbati da ciò. "Perché questi parla così? È blasfemo! Chi può perdonare i peccati se non Dio solo?" (Marco 2,7). Marco osserva che Gesù "...avendo subito conosciuto nel suo spirito che così pensavano tra sé..." (Marco 2,8).
Egli rispose loro "Perché pensate così nei vostri cuori? Che cosa è più facile: dire al paralitico: Ti sono rimessi i peccati, o dire: Alzati, prendi il tuo lettuccio e cammina?" (Marco 2,8-9).
Secondo Raymond E. Brown, sarebbe stato più semplice secondo i canoni degli imbonitori di piazza dell'epoca spettacolarizzare il fatto facendo alzare l'uomo come nulla fosse stato. Gesù sceglie invece di perdonargli anche i peccati, come dimostrazione del fatto che egli venga guarito nel corpo e nello spirito. Egli guarisce con la sola parola, senza l'uso di formule o unguenti. Marco dice nel vangelo che "tutti" rimasero meravigliati da questo.
Gesù si riferisce a sé stesso come il Figlio dell'Uomo, ho huios tou anthrōpou (letteralmente figlio del genere umano), cosa che farà diverse volte in Marco. Il termine si trova anche in altre fonti come in Daniele 7,31 e nel libro di Enoch. Nella tradizione apocalittica ebraica questo titolo rappresenta il giudice durante il giudizio universale. Questo è solitamente visto come un essere angelico o celeste che diviene una persona in carne e ossa. Solo Gesù menziona questo titolo nei vangeli, spesso riferendosi a sé stesso in terza persona. Esso è stato visto anche simbolicamente come il piano di Dio per tutti gli uomini.
Sia in Luca 13,1-5 sia in Giovanni 9,2-3, Gesù rifiuta l'idea che le malattie o le sfortune siano risultato del peccato.
I maestri ebraici dicono che solo Dio può perdonare i peccati di una persona; alcuni studiosi vedono qui un riferimento a Esodo 34,6-7 e a Isaia 43,25 e 44,22. Marco lascia per implicito il fatto che Gesù sia Dio e che la fede nel suo potere possa non solo curare le malattie ma anche perdonare i peccati di una persona. Gli insegnanti locali accusano Gesù di blasfemia dal momento che essi non credono che Gesù sia figlio di Dio e pertanto non gli sia concesso il potere di rimettere i peccati, ma il pubblico di Marco invece conferma la divinità del Cristo.
È questo il primo conflitto tra Gesù e gli insegnanti ebraici nel vangelo di Marco. L'evangelista lascia quindi intuire come già da qui inizi la cospirazione che porterà poi all'arresto e alla morte di Gesù stesso.
La cura del paralitico e il perdono dei suoi peccati si trova in tutti i vangeli sinottici (Luca 5,17-26 e Matteo 9,1-8).

## La chiamata di Levi

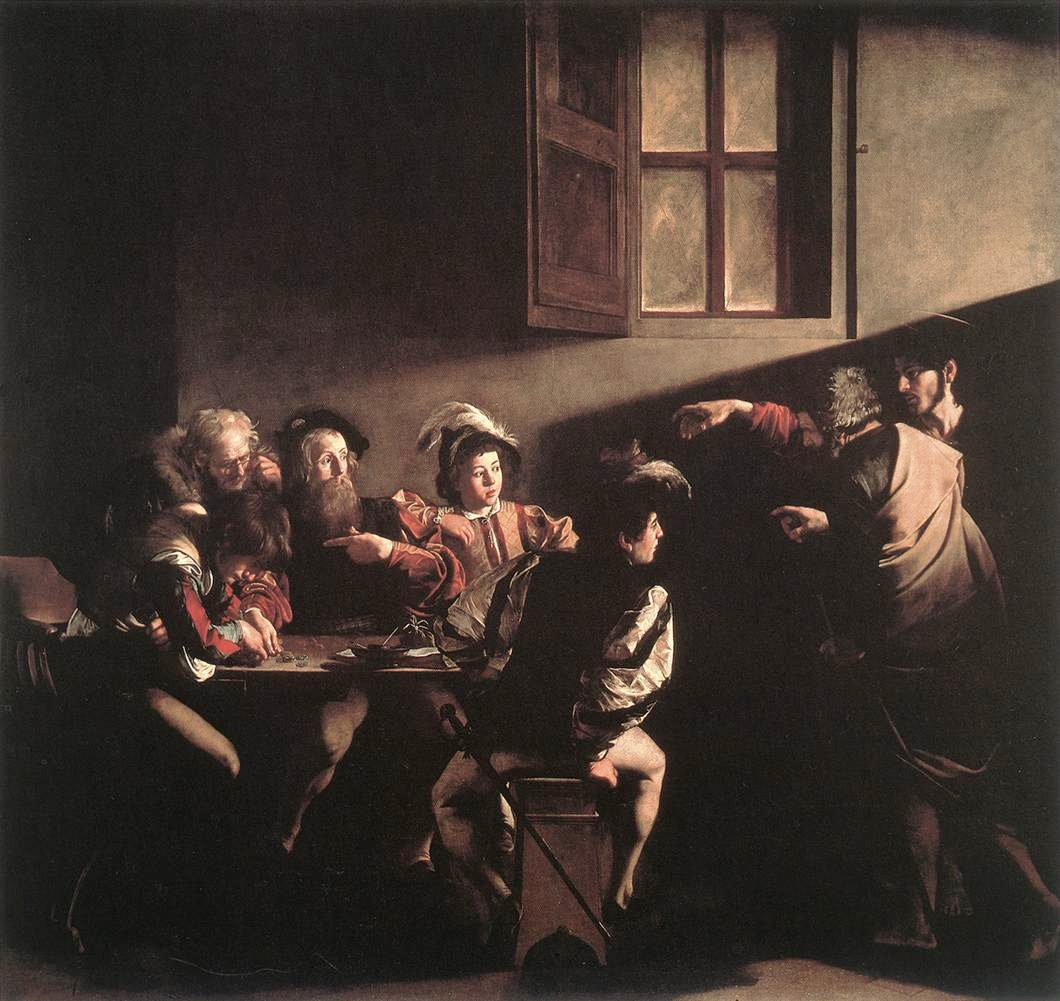
Chiamata di Matteo, Caravaggio

Mentre insegnava a una vasta folla presso il lago, Gesù trovò Levi al banco del collettore delle tasse e gli disse "Seguimi!". La versione di Matteo è l'unico vangelo a chiamare il personaggio "Matteo", definendolo con sé stesso (Mt 9,9-31). Marco lo indica come Levi, figlio di Alfeo, anche se un Alfeo è già indicato come padre di Giacomo. Alcuni manoscritti riportano Giacomo e non Levi quale protagonista di questa chiamata, ma oggi si pensa perlopiù a errori di copiatura. J.E. Jacquier ha suggerito che Levi fosse il nome originario di Matteo, e che esso sia successivamente divenuto Mattija, "dono di Iaveh". Matteo era probabilmente un soprannome. Marco nomina Matteo ma non Levi tra i dodici apostoli in 3,16-19 e pertanto non è chiaro se Levi sia uno dei dodici o se non vi sia incluso.
Un collettore delle tasse poteva essere o un dipendente a contratto dello stato romano che pagava a Roma il tributo e se ne riservava una tassa per l'onere svolto, oppure poteva essere un esattore per conto di Erode Antipa, e Cafarnao era effettivamente un'area di alto traffico e di passaggio di molti mercanti sotto il governatorato di Erode. In entrambi i casi, a ogni modo, Levi doveva essere una persona molto popolare e disprezzata per il suo lavoro.
Gesù e i suoi discepoli mangiano con Levi e "gli insegnanti della legge che erano farisei" (Marco 2,16) chiedono il perché ai suoi discepoli. Insegnare la legge era una professione e i farisei erano un gruppo di persone considerate pie. Se anch'essi fossero stati invitati alla cena o se fossero solo stati avvisati del fatto non è chiaro, ma quel che è certo è che nella tradizione ebraica il momento del pranzo insieme è importante ed era considerato pericoloso con chi non osservava i costumi sul cibo.
Gesù replica con la famosa frase "Non sono i sani che hanno bisogno del medico, ma i malati; non sono venuto per chiamare i giusti, ma i peccatori". Gesù si compara qui a un dottore per mostrare il fatto che, come un dottore combatte ogni giorno la malattia curando il corpo, così Gesù combatte il peccato curando l'anima.
Nei Vangeli di Ossirinco 1224 5,1-2 viene pure raccontato l'episodio della "cena coi peccatori".
Gesù pone fine al dibattito senza rispondere ai suoi oppositori. Molti hanno visto in questo stratagemma letterario la volontà di Marco di lasciare impresse nella memoria delle persone che leggono le parole memorabili di Gesù. Gli studiosi hanno definito tecnicamente questo modo di fare narrazione come un adagio o chreia.
La maggior parte delle traduzioni indicano il luogo della cena come la casa di Levi, anche se il testo originale parla della "sua" casa, senza indicare il soggetto che quindi potrebbe essere sia Levi sia Gesù o qualcun altro non indicato. Marco dice che molte erano le persone che seguivano Gesù. Per contro i discepoli si sa che sino a questo momento erano solo quattro e pertanto non è chiaro quanti fossero effettivamente compari o semplicemente seguaci di Gesù.

## Il digiuno
Alcune persone chiedono perché i discepoli di Giovanni il Battista e i farisei digiunino, mentre i discepoli di Gesù non lo fanno (Marco 2,18). Le persone all'epoca digiunavano per diverse ragioni, come durante un lutto o per penitenza, ma un'altra ragione era quella di prepararsi alla venuta del Messia.
Gesù risponde "Possono forse digiunare gli invitati a nozze quando lo sposo è con loro?" Gesù fa qui un riferimento alle nozze come pure in Giovanni 3,29, fatto che verrà riportata anche nella 2 Cor 11,2, nella lettera agli Efesini 5,32 e nel libro delle Rivelazioni 19,7 nonché in 21,2. Gesù parlando di sé stesso come lo sposo dà un tono messianico alle proprie parole. Non vi è motivo di digiunare dal momento che il Messia, Gesù, è già qui e sta celebrando una festa alla quale il popolo non deve digiunare.
Gesù dice poi che finché "lo sposo è con loro" i discepoli non possono digiunare, ma che digiuneranno "in quel giorno", o "in quei giorni". In tutti e tre i vangeli sinottici viene usata la medesima frase greca, απαρθη απ αυτων (aparthe ap auton), che non compare in nessun'altra parte del Nuovo Testamento. Queste parole fanno allusione alla morte di Gesù. Per quanti non credono in Gesù pensano che questo riferimento sia una manipolazione del testo eseguita successivamente dalla Chiesa.
Il racconto di Marco prosegue così: "Nessuno cuce una toppa di panno grezzo su un vestito vecchio; altrimenti il rattoppo nuovo squarcia il vecchio e si forma uno strappo peggiore. E nessuno versa vino nuovo in otri vecchi, altrimenti il vino spaccherà gli otri e si perdono vino e otri, ma vino nuovo in otri nuovi." (Marco 2,21-22)
Quale sia l'esatto significato del contesto originale non è chiaro a oggi agli studiosi. È comprensibile però come Gesù stesse proponendo un nuovo modo di fare le cose. La "vecchia pezza" sul vestito vecchio è un riferimento alla tradizione ebraica come pure l'otre vecchio per accogliervi il vino. La novità è rappresentata da Gesù stesso che personifica gli elementi di innovazione. Gesù spiegherebbe in questo passo anche l'incompatibilità che sussiste tra la sua parola e quella radicata nei duri cuori dei "maestri della fede" ebraici.
Sant'Ignazio d'Antiochia, tra gli altri, interpreta questo passo di Gesù come l'inizio di una nuova religione, separata da quella di Giovanni il Battista e dall'ebraismo. Nel II secolo d.C., Marcione utilizzò questo passo per giustificare la sua dottrina, detta marcionismo e dichiarata poi eretica.
L'interpretazione di Giovanni Calvino si è invece concentrata sull'intendere i vecchi otri e i vecchi vestiti come i discepoli di Gesù, i quali devono rinnovarsi per poter accogliere la buona novella di Gesù.

## Raccolta del grano il sabato

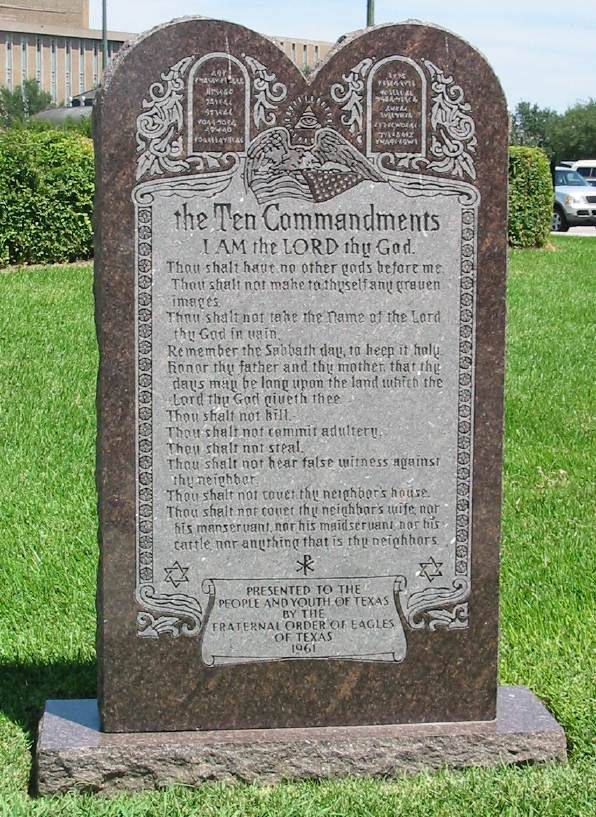
I Dieci comandamenti in un monumento presso lo Texas State Capitol. Il terzo comandamento è indicato come "Ricordati di santificare il giorno di sabato" secondo la tradizione ebraica classica

Il sabato Gesù passava vicino a un campo di grano e i suoi discepoli iniziarono a coglierne alcune spighe. I farisei accusarono il gruppo di rompere la legge del sabato (Marco 2,23-24). Il comandamento di osservare il sabato si trova in Esodo 31,16-17, un'"alleanza perpetua ... [per] il popolo d'Israele". Alcuni ritengono che questo fatto non sia storico ma Marco abbia inserito il fatto per dibattere sul tema dell'osservanza del sabato. E. P. Sanders ha notato come questi dibattiti sul sabato abbiano poi iniziato altre discussioni tra Paolo e altri cristiani (Gal 2,11-14 e 4,10; Rom 14,1-6).
Gesù riporta una storica circa Davide che si trova nel Libro di Samuele 21. Davide in essa mangia del pane speciale consacrato e riservato ai sacerdoti (descritto dettagliatamente in Levitico 24,5-9). Nel vangelo di Marco, Gesù disse che questo accadeva mentre Abiathar era gran sacerdote, mentre Samuele dice che il gran sacerdote all'epoca dei fatti era Ahimelech, padre di Abiathar. Né Luca (Lc 6,4) né Matteo (Mt 12,4) fanno il nome del sommo sacerdote. Marco può aver commesso semplicemente un errore o aver copiato in maniera errata dal libro di Samuele. Alcuni primi manoscritti marciani omettono questa frase, ma gli studiosi oggi sono concordi nell'ascrivere l'errore a Marco e non a un copista successivo.
Gesù quindi dice "Il sabato è stato fatto per l'uomo e non l'uomo per il sabato! Perciò il Figlio dell'uomo è signore anche del sabato." (Marco 2,27-28) Pertanto le necessità umane hanno la precedenza sulla stretta osservanza della legge.
Il sabato, che era ritenuto di grande osservanza secondo la legge mosaica, è il punto di contenzioso tra Gesù e gli altri insegnanti ebrei. Una posizione minoritaria, sostenuta da studiosi come E. P. Sanders, tende a considerare che la reazione di Gesù come non in contrasto con la legge ebraica dal momento che non ci è dato sapere quale fosse la posizione di Gesù sul sabato né quale fosse la concezione di quel valore nella società ebraica dell'epoca di Gesù. La stessa Enciclopedia Ebraica è concorde nel ritenere che la Halakah ("legge ebraica") non era in forma definita all'epoca a causa delle dispute teologiche tra i rabbini Hillel e Shammai.
Il dibattito si accese anche nel primo cristianesimo, come durante il Concilio di Gerusalemme, tra Paolo e i cristiani ebraici, avendo per argomento il quanto dovesse essere seguita alla lettera la legge di Mosè. Questo passaggio è stato utilizzato dalla chiesa cristiana delle origini per difendere l'osservanza del sabato contro i farisei che invece avevano una linea più dura sull'osservanza.
Secondo Jewish Encyclopedia: New Testament: Misunderstood Passages:
R. Emden, in un suo scritto apologetico per il cristianesimo contenuto nell'appendice della sua opera "Seder 'Olam" (pp. 32b-34b, Hamburg, 1752), dà la sua opinione sulle intenzioni originali di Gesù di convertire solo i gentili alle sette leggi di Noè e di lasciare che gli ebrei seguissero la legge mosaica.